# Five Bridges
Five Bridges is het vierde album van de Britse prog-rock band The Nice. Het werd uitgebracht in mei 1970 op het Charisma Records label. De muziek op het album is een combinatie van jazz, klassieke muziek en progressieve rock. De nummers op het album zijn voor een groot deel live-opnamen uit 1969.

## Geschiedenis
The Nice bestond in 1969 nog uit 3 personen: Keith Emerson, Lee Jackson en Brian Davison. In opdracht van het Newcastle Arts Festival werd het muziekstuk Five Bridges Suite geschreven. Het stuk ging in première op 10 oktober 1969 en werd uitgevoerd door The Nice met een volledig orkest onder leiding van Joseph Eger. De versie op het album Five Bridges is opgenomen op 17 oktober 1969 in Croydon's Fairfield Halls. De titel verwijst naar de vijf bruggen van de stad die de rivier de Tyne in Newcastle upon Tyne overspannen. Op de albumhoes, een ontwerp van Hipgnosis,  staat een foto van de Tyne Bridge. Het muziekstuk is een combinatie van klassieke muziek en jazz. Op het album staan nog twee andere stukken die ook op het Fairfield Hall concert werden uitgevoerd: Tsjaikovski's Symfonie nr. 6 (derde deel) en Intermezzo Karelia Suite van Jean Sibelius. 
Verder staat op het album een vermenging van Bob Dylans Country Pie met Bachs Brandenburg Concerto nr. 6. Het album sluit af met een studio opname van het nummer One of those people.
Het album was in Engeland zeer succesvol en bereikte de 2de plaats in de Britse albumcharts.
In de Q & Mojo Classic Special Edition Pink Floyd & The Story of Prog Rock kwam het album op nr. 29 in de lijst van 40 Cosmic Rock Albums.

## Groepsleden
- Keith Emerson - keyboards
- Brian Davison - drums
- Lee Jackson - zang, basgitaat

met
- Joe Harriott - saxofoon
- Peter King - saxofoon
- Chris Pyne - trombone
- Alan Skidmore - saxofoon
- John Warren
- Kenny Wheeler
- Het Symfonie Orkest Synfonia of London onder leiding van Joseph Eger

## Tracklist
| nummer | titel                                     | duur  |
| ------ | ----------------------------------------- | ----- |
| 1      | The Five Bridges Suite                    | 18:06 |
| 1a     | Fantasia 1st Bridge/2nd Bridge            | 2:42  |
| 1b     | Chorale 3rd Bridge                        | 3:27  |
| 1c     | High Level Fugue 4th Bridge               | 4:01  |
| 1d     | Finale 5th Bridge                         | 7:59  |
| 2      | Intermezzo Karelia Suite                  | 9:01  |
| 3      | Pathétique (Symphony nr. 6, 3rd Movement) | 9:23  |
| 4      | Country Pie / Brandenburg Concerto nr. 6  | 5:40  |
| 5      | One of Those People                       | 3:08  |